# Morning Cop - Daite Hold On Me! (album)
Pour le film, voir Morning Cop - Daite Hold On Me!.
Albums par Michiyo Heike
Teenage Dream
(25 mars 1998) For Ourself
(13 sept. 2000)
Albums par Morning Musume
First Time
(8 juillet 1998) Second Morning
(28 juillet 1999)
Singles
1. Daite Hold On Me!
Sortie : 9 septembre 1998
2. Dakedo Aishi Sugite
Sortie : 25 octobre 1998

Morning Cop - Daite Hold On Me! (モーニング刑事。抱いてHOLD ON ME!) est un mini-album de six titres attribué à Morning Musume et Michiyo Heike.

## Présentation
L'album sort le 30 septembre 1998 au Japon sur le label zetima. Il atteint la 18e place du classement de l'oricon, et reste classé pendant 4 semaines, pour un total de 41 330 exemplaires vendus durant cette période.
Le mini-album sert de bande originale au film Morning Cop - Daite Hold On Me!. Il contient six titres, dont cinq nouvelles chansons, interprétées par les vedettes du film : les huit membres d'alors du groupe Morning Musume et la chanteuse en solo Michiyo Heike ; le sixième titre, qui sert de thème de fin du film, est une version remixée de la chanson Daite Hold On Me! de Morning Musume sortie en single trois semaines avant.
Trois des titres sont interprétés par Morning Musume, deux par Michiyo Heike, et un par les neuf chanteuses ensemble (Onegai Neiru). Le titre Dakedo Aishi Sugite de Michiyo Heike, qui sert de thème d'ouverture du film, sortira en single le mois suivant dans une version différente. 
Les quatre titres de Morning Musume (dont la collaboration) sont écrits et composés par Tsunku, tandis que les deux titres de Michiyo Heike en solo sont écrits par Emi Makiho et composés par Hatake, collègue de Tsunku au sein du groupe Sharam Q.

## Formation
Membres du groupe Morning Musume créditées sur l'album :
- 1re génération : Yuko Nakazawa, Aya Ishiguro, Kaori Iida, Natsumi Abe, Asuka Fukuda
- 2e génération : Kei Yasuda, Mari Yaguchi, Sayaka Ichii

## Titres
Toutes les chansons sont écrites et composées par Tsunku, sauf n°1 et 5 écrites par Emi Makiho et composées par Hatake.
| 1. | Dakedo Aishi Sugite ~Mix for Screen~ (だけど、愛しすぎて...) | Michiyo Heike                   |  |
| 2. | Onegai Neiru (おねがいネイル)                                | Michiyo Heike et Morning Musume |  |
| 3. | Yoroshiku! (ヨロシク!)                                       | Morning Musume                  |  |
| 4. | Koi no ABC (恋のABC)                                         | Morning Musume                  |  |
| 5. | Tsuyoku Naranakucha... Ne (強くならなくちゃ･･･ね)            | Michiyo Heike                   |  |
| 6. | Daite Hold On Me! ~Sexy Long Version~ (抱いてHOLD ON ME!...) | Morning Musume                  |  |